# 골시멘트
골시멘트(bone cement)는 반 세기 이상 인공관절(엉덩이 관절, 무릎 관절, 어깨 및 팔꿈치 관절)을 고정시키기 위해 아주 성공적으로 사용돼 왔다. 인공관절(prosthesis: artificial joint)은 골시멘트로 고정된다. 골시멘트는 뼈와 인공관절 사이의 여유 공간을 메우고 탄성 범위에 중요한 역할을 한다. 인간의 엉덩이는 대략 몸무게의 10-12배에 의해 활동하고 그러므로 골시멘트가 엉덩이에 가해지는 힘을 흡수해서 인공 이식물(artificial implant)이 제 자리에 오랜 기간 있도록 보장하기 위해 이는 필요하다.
골시멘트는 화학적으로는 플렉시글래스(Plexiglas), 즉 폴리메틸 메타크릴레이트(polymethyl methacrylate 또는 PMMA)에 불과하다. PMMA는 두개골의 틈을 닫기위해서 1940년대에 성형수술에 처음 의학적으로 사용되었다. 수술 전 골시멘트와 몸의 공존성에 대한 포괄적인 의학적 테스트가 시행되었다. PMMA의 탁월한 조직 공존성은 골시멘트가 1950년대에 머리에 인공뼈를 고정시키는 데 사용될 수 있게 하였다.
오늘날 이 유형의 몇 백만의 수술이 세계 도처에서 시행되고 그들 중 반은 정기적으로 골시멘트를 사용한다. 그리고 그 비율은 늘고 있는 추세이다. 골시멘트는 의학적 적용의 편리함과 그것의 증명된 장기 생착률로 믿을 만한 고정재로 여겨진다. 스웨덴과 노르웨이의처럼 인공관절 교체에 대한 엉덩이와 무릎 수술 기록들은 골시멘트재 고정의 이점을 설명해 준다.

## 구성
골시멘트는 두 구성물로 나온다. 골시멘트는 파우더(프리폴리머형 PMMA, MMA 코폴리머 비드 , 아몰퍼스 파우더, 또는 라디오 오페시파이어, 이니시에이터)와 액체(MMA 모노머, 안정제, 억제제)로 이루어져 있다. 두 구성물은 섞여서 자유 라디칼성 중합 반응이일어나는데 이때가 억제제가 가속제와 섞일 때이다. 골시멘트의 점도는 무른 액체에서 반죽된 도우같은 상태로 서서히 변해 안전히 시술될 수 있으며 마침내 단단하게 고체로 굳는다. 고정시간은 외과의가 안전하게 뼈 기저에 골시멘트를 적용할 수 있도록 해서 금속이나 플라스틱형 인공기관체를 뼈에 고정시키거나 척추에 홀로 쓰여 골다공증로 인한 골절 치료를 위해 맞춰질 수 있다.
발열을 동반하는 자유 라디컬성 중합 반응 동안에는 골시멘트의 열이 오른다. 이런 중합열은 몸 안에서 약 82-86 °C의 온도에 도달한다. 이 온도는 몸 안에서 단백질 변성(denaturation)의 치명절 수준보다 월등하다. 몸 안의 낮은 중합 온도의 원인은 상대적으로 얇은 골시멘트를 바르는 것인데 5mm를 넘어서는 안 되며 넓은 인공생체 표면과 혈류도 주의해야한다.
골시멘트의 개개의 구성물은 치과 충전재 분야에도 알려져 있다. 아크릴레이트(Acrylate) 바탕의 플라스틱재들이 또한 적용이 된다. 개개의 구성물이 제약 첨가물과 활성 물질 그 자체로는 완벽하게 항상 안전한 것은 아닌 반면에 골시멘트로서 개개의 물질들은 중합 단계 동안 변환되거나 완전히 시멘트 매트릭스 안에 갇혀 있다. 현재의 지식으로 골시멘트는 이제 안전하고 1950년대 초기 연구에서 인체에 적합한지에 대해서 설명된 것처럼 안전하다고 분류될 수 있다.
더 최근에는 골시멘트는 척추성형술(vertebroplasty) 경피적풍선척추성형술(kyphoplasty) 과정에서 척추에 쓰였다.